# Compagnia del Bechella
La Compagnia di San Domenico, detta del Bechella, era un'antica confraternita di Firenze.

## Storia
Fu fondata il 16 giugno 1398 nella cappella Rucellai nella basilica domenicana di Santa Maria Novella, intitolata al fondatore dei frati Predicatori. Non si conosce esattamente perché avesse il nomignolo del "Bechella": si è ipotizzato che fosse un diminutivo di Beco, un nome proprio che poteva essere appartenuto un personaggio carismatico o comunque che aveva finito per rappresentare l'intero sodalizio. 
Dal 1432 divenne una Compagnia di disciplina, autoflagellandosi durante la preghiera del venerdì. Inoltre i confratelli si riunivano solitamente la seconda e la quarta domenica del mese, la mattina, la festa solenne di san Domenico e quelle di Ognissanti, Natività di Maria, Annunciazione, Assunzione, Natività del Battista, feste degli Apostoli, di san Lorenzo, del Mercoledì, Giovedì e Venerdì Santo, e infine per l'anniversario della consacrazione del loro oratorio la prima domenica di febbraio. 
Nel 1465 la Compagnia iniziò a erigere un proprio oratorio nel complesso di Santa Maria Novella, lungo via della Scala, accanto alla cappella di San Niccolò. Nel 1476 vennero redatti dei nuovi statuti, a cui fu allegato un elenco dei confratelli per gli anni 1466-1470, da cui si ricava l'alta composizione sociale dei partecipanti, provenienti da importanti famiglie del patriziato cittadino come i Rucellai, gli Strozzi, i Buondelmonti, i Cavalcanti, i Vecchietti, i Frescobaldi, i Pazzi, i Pitti, i Ricasoli, i Tornabuoni, gli Albizzi, gli Altoviti, ecc.
Nel 1567 la confraternita si dovette trasferire in Ognissanti, poiché nella loro sede venne stabilito di ospitare il monastero della Santissima Concezione. Lì costruirono un nuovo oratorio, accordandosi coi francescani di edificare sopra di esso un locale da destinare a biblioteca dei frati. Posta la prima pietra il 10 agosto 1571 alla presenza del vescovo di Fiesole Francesco Cattani da Diacceto, l'oratorio fu presto completato e da allora divenne la sede della Compagnia, pur con l'interruzione tra il 1595 e il 1599 a causa di una vertenza con gli eredi di Francesco Ginori, che accusarono la Compagnia di essersi appropriata in maniera indebita di alcune ingenti somme anticipate dal loro parente per la costruzione dell'oratorio (in quegli anni fu usato temporaneamente da Ippolito Galantini). 
Come molte altre confraternite toscane, la Compagnia di San Domenico fu soppressa da Pietro Leopoldo nel 1785. Pur venendo ripristinata nel 1790, si spense nel corso del secolo successivo.

## Stemma
Lo stemma della Compagnia è cappato come quello dei Domenicani, con una stella a otto punte (attributo tipico di san Domenico), e con le iniziali S.D. d'oro in punta. 